# Neochera papuana
Neochera papuana là một loài bướm đêm trong họ Erebidae.